# Рэднор, Джош
Джошуа (Джош) То́мас Рэ́днор (англ. Joshua "Josh" Radnor; род. 29 июля 1974 года в Колумбусе, США) — американский актёр, режиссёр и сценарист, получивший известность благодаря роли Теда Мосби в комедийном телесериале «Как я встретил вашу маму».

## Биография
Джош Рэднор родился 29 июля 1974 года в городе Коламбус штата Огайо в консервативной еврейской семье. Родители — Алан Рэднор, Карол Рэднор, сестры — Мелани Рэднор и Джоанна Рэднор Виленски. Отец мальчика Алан Рэднор — адвокат, специализирующийся по делам о врачебных ошибках.
В раннем детстве семья Джоша переехала в небольшой городок Бексли. Там Джош пошёл учиться в еврейскую среднюю школу. Мальчик рос неглупым, и отец мечтал о серьёзной профессии для него. Но Джош выбрал для себя иной путь — после окончания школы он поступил на факультет драматического искусства в колледж «Kenyon», по окончании которого получил степень бакалавра. Во время обучения получил премию имени Пола Ньюмана. После колледжа поступил в школу искусств Тиш при Нью-Йоркском университете, где получил степень магистра изобразительных искусств в 1999 году.

## Фильмография

### Кино
| Год  | Русское название                 | Оригинальное название       | Роль         | Примечание                 |
| ---- | -------------------------------- | --------------------------- | ------------ | -------------------------- |
| 2001 | Недетское кино                   | Not Another Teen Movie      | тур-гид      |                            |
| 2004 | Хроники Риддика                  | The chronicles of Riddick   | массовка     | телефильм                  |
| 2004 |                                  | Everyday Life               | муж          |                            |
| 2010 | Счастливы вместе                 | Happy thank you more please | Сэм Уэкслер  | также сценарист и режиссёр |
| 2012 | Гуманитарные науки               | Liberal Arts                | Джесси Фишер | также сценарист и режиссёр |
| 2013 | Полуденная нега                  | Afternoon Delight           | Джефф        |                            |
| 2013 | Галапагосское дело: Сатана в раю | The Galapagos Affair        | Джон Гарз    | озвучка                    |
| 2016 |                                  | The Seeker                  | папа         |                            |

### Телевидение
| Год         | Русское название         | Оригинальное название | Роль            | Примечание                                                      |
| ----------- | ------------------------ | --------------------- | --------------- | --------------------------------------------------------------- |
| 2000        |                          | Welcome to New York   | Даг             | эпизод: 1.06 «The Crier»                                        |
| 2002        | Закон и порядок          | Law & Order           | Роберт Китсон   | эпизод: 12.15 «Access Nation»                                   |
| 2002        |                          | The Court             | Дилан Хирш      | эпизоды: 1.01 «Life Sentence», 1.02 «Due Process» и 1.03 «Stay» |
| 2003        | Скорая помощь            | E.R.                  | Кит             | эпизод: 9.17 «The Advocate»                                     |
| 2003        | Клиент всегда мёртв      | Six Feet Under        | Вилл Жаффе      | эпизод: 3.05 «The Trap»                                         |
| 2003        | Сваха                    | Miss Match            | Эндрю           | эпизод: 1.05 «I Got You Babe»                                   |
| 2005        | Справедливая Эми         | Judging Amy           | Джастин Барр    | эпизод: 6.20 «Too Little, Too Late»                             |
| 2007, 2009  | Гриффины                 | Family Guy            | Тед Мосби       | эпизоды: 5.16 «No Chris Left Behind» и 7.16 «Peter's Progress»  |
| 2005 — 2014 | Как я встретил вашу маму | How I Met Your Mother | Тед Мосби       | главная роль                                                    |
| 2016 — 2017 | Улица милосердия         | Mercy Street          | Джедедия Фостер | в 12 эпизодах                                                   |
| 2018        | Школа драмы              | Rise                  | Лу Маццучелли   | главная роль                                                    |
| 2005 —      | Анатомия страсти         | Grey’s Anatomy        | Джон            | 15 сезон 4 серия «Momma Knows Best»                             |
| 2020 —      | Охотники                 | Hunters               | Лонни Флэш      |                                                                 |
| 2021        | Мир Кентавров            | Centaurworld          | Дёрплтон        | главная роль                                                    |

## Награды
На фестивале «Сандэнс» в 2010 году его режиссёрский дебют «Счастливы вместе» получил приз зрительских симпатий в жанре «Драма».